# Fatima Moreira de Melo
Pour les articles homonymes, voir Moreira.
Fatima Moreira de Melo (née le 4 juillet 1978 à Rotterdam) est une joueuse de hockey sur gazon néerlandaise, sélectionnée en équipe des Pays-Bas de hockey sur gazon féminin à 257 reprises. 

## Hockey sur gazon
Elle est sacrée championne olympique en 2008, obtient la médaille d'argent olympique en 2004 et remporte la médaille de bronze aux Jeux olympiques d'été de 2000. Elle est aussi championne du monde en 2006 et vice-championne du monde en 1998 et en 2002.

## Poker
À 30 ans, Fatima arrête sa carrière de hockeyeuse, juste après les Jeux Olympiques de Pékin de 2008. Elle entame par la suite une carrière de joueuse de poker et, en 2009, enregistre ses premiers résultats en tournois sur le circuit international.
En 2013, elle finit 2e du 1k£ UK & Ireland Poker Tour sur l'Ile de Man et empoche 59 660, son plus gros gain en tournoi.
En 2017, elle remporte le tournoi Ladies du PokerStars Championship devant 24 concurrentes
Fin 2018, Fatima cumule plus de 540 000 $ de gain en tournois live.